# زولت مولر
زولت مولر (بالمجرية: Müller Zsolt)‏ هو لاعب كرة قدم مجري، ولد في 8 أبريل 1984 في نيرغهازا في المجر. لعب مع غيور تورنا أوزتالي ونادي دبرتسني ونادي ديوسجوري.